# Taşkın
Taşkın (türk.: „überströmend“) ist ein türkischer männlicher Vorname und Familienname.

## Namensträger

### Vorname
- Taşkın Aksoy (* 1967), türkischer Fußballspieler und -trainer
- Taşkın Çalış (* 1993), deutsch-türkischer Fußballspieler
- Taşkın İlter (* 1994), deutsch-aserbaidschanischer Fußballspieler
- Taşkın Oymacı (1938–2021), türkisch-deutscher Sozialarbeiter

### Familienname
- Ayhan Taşkın (* 1953), türkischer Ringer
- Taner Taşkın (* 1972), türkischer Fußballspieler und -trainer